# Fussballclub Liefering
El FC Liefering es un club de fútbol de Austria, con sede en Liefering, Salzburgo. Juega actualmente en la Primera División, que es la segunda división del fútbol austríaco. Desde 2012 es un equipo de reservas del Red Bull Salzburgo.
En diciembre de 2011, el Red Bull Salzburgo firmó una colaboración con el FC Pasching y con el USK Anif (Regionalliga West).

## Palmarés
- Regionalliga West: 1

2012–13
- Alpenliga: 1

1978–79
- Austrian Landesliga: 1

1988–89
- Salzburger Liga: 4

1988–89, 1992–93, 2002–03, 2006–07
- 1. Klasse Nord: 2

1965, 1974
- 2. Klasse B: 1

1950
- Salzburg Cup: 1

1978
- Salzburg Indoor Cup: 5

1990, 2001, 2002, 2005, 2009

## Entrenadores
- Patrick de Wilde (2012)
- Oliver Glasner (2012)
- Peter Zeidler (2012-2015)
- Thomas Letsch (2015-2017)
- Gerhard Struber /  Janusz Góra  (2017-2018)
- Gerhard Struber (2018-2019)
- Janusz Góra (2019)
- Michael Feichtenbeiner (2019)
- Bo Svensson (2019-2021)
- Matthias Jaissle (2021)
- René Aufhauser (2021-Presente)